# Hrabství Westmeath
Hrabství Westmeath (irsky Contae na hIarmhí, anglicky County Westmeath) je irské hrabství nacházející se ve středu země v bývalé provincii Leinster. Sousedí s hrabstvím Roscommon na západě, s hrabstvím Offaly na jihu, s hrabstvím Meath na východě a s hrabstvími Cavan a Longford na severu.
Hlavním městem hrabství je Mullingar. Hrabství má rozlohu 1840 km² a žije v něm přibližně 88 tisíc obyvatel. Na západě hrabství se nalézá jezero Lough Ree na řece Shannon, třetí největší jezero v Irsku. Na území hrabství se dále nacházejí menší jezera, jako například Lough Sheelin, Lough Ennel, Lough Derravaragh či Lough Owel. Skrz hrabství také vede Royal Canal spojující řeku Shannon a Liffey.
Mezi zajímavá místa patří města Mullingar či Athlone.
Dvoupísmenná zkratka hrabství, používaná zejména na SPZ, je WH.